# Alfa Romeo Duetto
Alfa Romeo Duetto – samochód sportowy produkowany przez włoską firmę Alfa Romeo w latach 1966–1982. Wyposażony był on w otwarte nadwozie ze składanym dachem. Samochód był napędzany przez silnik o pojemności 1,6 l.

## Dane techniczne
- Silnik: R4 1,6 l (1570 cm³)[1]
- Układ zasilania: b.d.
- Średnica × skok tłoka: b.d.
- Stopień sprężania: b.d.
- Moc maksymalna: 92 KM (67 kW)[1]
- Maksymalny moment obrotowy: b.d.
- Prędkość maksymalna: b.d.